# Кентаро Савада
Кентаро Савада (јап. 沢田 謙太郎; 15. мај 1970) бивши је јапански фудбалер.

## Каријера
Током каријере је играо за Кашива Рејсол и Санфрече Хирошима.

## Репрезентација
За репрезентацију Јапана дебитовао је 1995. године. За тај тим је одиграо 4 утакмице.

## Статистика
| Јапан  | Јапан   | Јапан  |
| Година | Наступи | Голови |
| ------ | ------- | ------ |
| 1995.  | 2       | 0      |
| 1996.  | 2       | 0      |
| Укупно | 4       | 0      |